# 費格利 (密蘇里州)
費格利（英語：Fegley）是位於美國密蘇里州亞代爾縣的非建制地區。

## 歷史
費格利的郵局於1899年設立，其後於1907年停運。

## 地理
費格利所處的海拔為高於海平面291米（即955英呎），而該地所採用的時區為UTC-6，即北美中部時區（CST）。同時該地設有夏令時間，為UTC-6調快一小時，即UTC-5（CDT）。